# Taxithelium bakeri
Taxithelium bakeri är en bladmossart som beskrevs av Brotherus 1918. Taxithelium bakeri ingår i släktet Taxithelium och familjen Sematophyllaceae. Inga underarter finns listade i Catalogue of Life.